# Лакшми Митал
Лакшми Нарајан Митал (или Лакшми Нивас Митал, хинд. लक्ष्मी निवास मित्तल; Садулпур, 15. јун 1950) је индијски индустријалац. На списку је међу 100 најбогатијих људи на свету према часопису Форбс. Оснивач је копманије Митал и сувласник највећег произвођача челика на свету Арселор Митала.